# East Hanahai
East Hanahai est une ville du Botswana.